# 배복주
배복주(裵福珠, 1971년 7월 15일 ~ )는 대한민국의 장애인권운동가 및 정의당 소속 정치인이다.

## 생애
3세 때 소아마비로 지체장애인이 되었으나 일반학급을 다녔으며 1995년 대학교까지 졸업하였다.
1998년 장애여성인권운동단체 '장애여성공감'을 창립, 성폭력피해자 지원 및 여성폭력방지정책 마련 등에 앞장서왔다. 또한 여성운동과 장애인운동에 적극 참여, 성소수자를 비롯한 사회적 소수자를 차별하고 배제하는 사회를 변화시키기 위한 활동을 해왔다. 1999년에는 사고로 장애인이 된 장애인권운동가 박경석과 결혼했다.
2017년 12월 문재인 대통령의 지명을 받고 국가인권위원회 신임 인권위원으로 임명되었다.
2018년 3월 안희정 성폭력 사건이 터지자 '안희정 성폭력사건 공동대책위'에서 활동했다.

### 정치 활동
2020년 2월 10일 정의당에 영입되어서 소수자인권특위 위원장을 맡았다. 이 자리에서 국회에 입성한다면 차별금지법 제정에 앞장서겠다고 공약하였다.
제21대 국회의원 선거에 비례대표로 출마했다. 당내 경선에서 7번을 배정받았으나 5번까지만 당선되며 낙선했다.
2020년 정의당 6기 동시당직선거에서 부대표로 당선되었다.
2022년 1월 10일, 2022년 3월 재보궐선거가 열리는 종로구에 출마를 선언하였으며 이후 그대로 공천이 확정되어 국회의원에 다시 도전을 했다. 3월 재보선이 대선과 함께 치러지는 만큼 심상정 후보의 러닝메이트로 함께하게 되었다.
2024년 정의당을 탈당하면서 2022년 3월 재보궐선거 이전 종로구 국회의원이던 이낙연이 창당하는 새로운미래에 합류하였다. 새로운미래는 이준석의 개혁신당과 통합하기로 했으나 이준석은 통합을 하면 배복주가 당원이 된다는 이유로 이낙연 및 배복주와 갈등을 일으켰고, 합당은 취소되었다.

## 역대 선거 결과
|  | 9.67% |

|  | 15.32% |

|  | 1.70% |